# Белая Ромашка
Белая Ромашкa — микрорайон в городе Пятигорске.

## История
Строительство микрорайона началось в 1958 году. Сначала было построено несколько домов для рабочих и служащих треста «Кавминпромстрой» и началась прокладка трамвайной линии. Спустя несколько месяцев появились первые жильцы. Таким образом, 1959 год стал началом истории микрорайона «Белая Ромашка». К 1963 году уже обозначились его контуры. Первой улицей микрорайона стала улица, носившая имя Патриса Лумумбы. Микрорайон находится в открытой степи между горами Бештау и Машук. Своё название получил из-за расположенного там в начале XX века санатория для туберкулезных больных «Белая Ромашка» (сейчас это здание колледжа сферы бытовых услуг). Открытие лечебницы состоялось 8 декабря 1913 года. Поскольку средства на неё были собраны с помощью акции «Белая Ромашка», то так стали называть и саму лечебницу. В 1963 году в микрорайон пришёл трамвай. В 1972 году линия была продлена к железнодорожной станции «Лермонтовская».

## Население
По данным 2000 года в микрорайоне «Белая Ромашка» проживает 19 780 человек.

## Администрация
Администрация микрорайона расположена по адресу: Московская ул., 76.